# Pantomallus costipennis
Pantomallus costipennis es una especie de escarabajo del género Pantomallus, tribu Eburiini, subfamilia Cerambycinae. Fue descrita científicamente por Buquet en 1844.
La especie se mantiene activa durante los meses de julio, agosto, septiembre, octubre, noviembre y diciembre.

## Descripción
Mide 10-36 milímetros de longitud.

## Distribución
Se distribuye por Brasil, Colombia, Ecuador, Guayana Francesa, Perú y Surinam.